# Rockwell-keménység
A Rockwell-keménység olyan anyagtulajdonság, amely azt fejezi ki, hogy egy anyag felülete mennyire szilárd, milyen mértékben ellenálló a külső mechanikai behatásokkal szemben.
Általában anyagok kiválasztásakor, azok felhasználásának tervezésekor, kopások számítása esetén van jelentősége.

## A Rockwell-keménység mérése
A mérési módszer hasonló a Brinell-keménység méréséhez. Apró kúpot sajtolnak meghatározott erővel a mintaanyag felületébe először előterhelésként, majd teljes terhelésen. A teljes terhelés és előterhelés lenyomatának mélységét mérik, és ezek hányadosa adja meg a keménység értékét.
A vizsgálat népszerűségét az egyszerűségének, gyorsaságának és megbízhatóságának köszönheti, amellett, hogy a vizsgálandó felületet csak kis mértékben és felületen roncsolja.
A mérési eljárás szabványosítva van, az ISO 6508 szabványsorozat taglalja.

## Rockwell-skála
Az anyagok eltérő keménységéhez alkalmazkodva a mérési módszerek is eltérnek. A puhább anyagoknál kisebb erővel nyomnak nagyobb testeket az anyagba.
| Skála                      | Rövidítés | Terhelés        | Mérőtest                              | Felhasználása                 |
| -------------------------- | --------- | --------------- | ------------------------------------- | ----------------------------- |
| A                          | HRA       | 60 kp (588,4 N) | 120°-os gyémánt kúp†                  | volfrám-karbidok (vidia)      |
| B                          | HRB       | 100 kp (980,7N) | 1/16 hüvelyk (1,588 mm)-es acél golyó | alumínium, bronz, lágy acélok |
| C                          | HRC       | 150 kp (1471N)  | 120°-os gyémánt kúp                   | kemény acélok                 |
| D                          | HRD       | 100 kp (980,7N) | 120°-os gyémánt kúp                   |                               |
| E                          | HRE       | 100 kp (980,7N) | 1/8 hüvelyk (3,175 mm)-es acél golyó  |                               |
| F                          | HRF       | 60 kp (588,4N)  | 1/16 hüvelyk (1,588 mm)-es acél golyó |                               |
| G                          | HRG       | 150 kp (1471N)  | 1/16 hüvelyk (1,588 mm)-es acél golyó |                               |
| †Más néven Brale nyomótest |           |                 |                                       |                               |